# Chiconi
Chiconi es una comuna francesa situada en el departamento y la región de Mayotte. 
El gentilicio francés de sus habitantes es Chiconien(ne).

## Geografía
La comuna se halla situada en el centro oeste de la isla de Mayotte y está formada por las villas de Chiconi y Sohoa.

## Demografía
| Gráfica de evolución demográfica de Chiconi entre 1985 y 2017 |
|                                                               |

Fuente: Insee